# Фурро, Жюль Пьер
Жюль Пьер Фурро (фр. Jules Pierre Fourreau, 1844 — 1871) — французский ботаник.

## Биография
Жюль Пьер Фурро родился 25 августа 1844 году в городе Лион.
Он внёс значительный вклад в ботанику, описав множество видов семенных растений.
Жюль Пьер Фурро умер 16 января 1871 года в городе Бон.

## Научная деятельность
Жюль Пьер Фурро специализировался на семенных растениях.

## Научные работы
- 1869. Catalogue des plantes qui croissent le long du Rhône.
- Jordan, Alexis & Fourreau, Jules-Pierre. 1866—1868. Breviarium plantarum novarum: Breviarium plantarum novarum sive specierum in horto plerumque cultura recognitarum descriptio contracta ulterius amplianda. Parisiis: F. Savy, bibliopola, via dicra Hautefeuille, 24. [1]—62 pp. (XII.1866) 137 pp. (fin. 1868).
- Jordan, Alexis & Fourreau, Jules-Pierre. Icones ad Floram Europae.